# 密花离瓣寄生
密花离瓣寄生（学名：Helixanthera pierrei），为桑寄生科离瓣寄生属下的一个植物种。